# Clase Liberty
La clase Liberty fue una serie de buques de carga artillados construidos en los Estados Unidos durante la Segunda Guerra Mundial para satisfacer la Ley de Préstamo y Arriendo con Gran Bretaña en reemplazo de la flota mercante hundida por los submarinos alemanes y para mantener los convoyes de abastecimiento con la Unión Soviética. Los Liberty fueron llamados los buques de la victoria.

## Origen

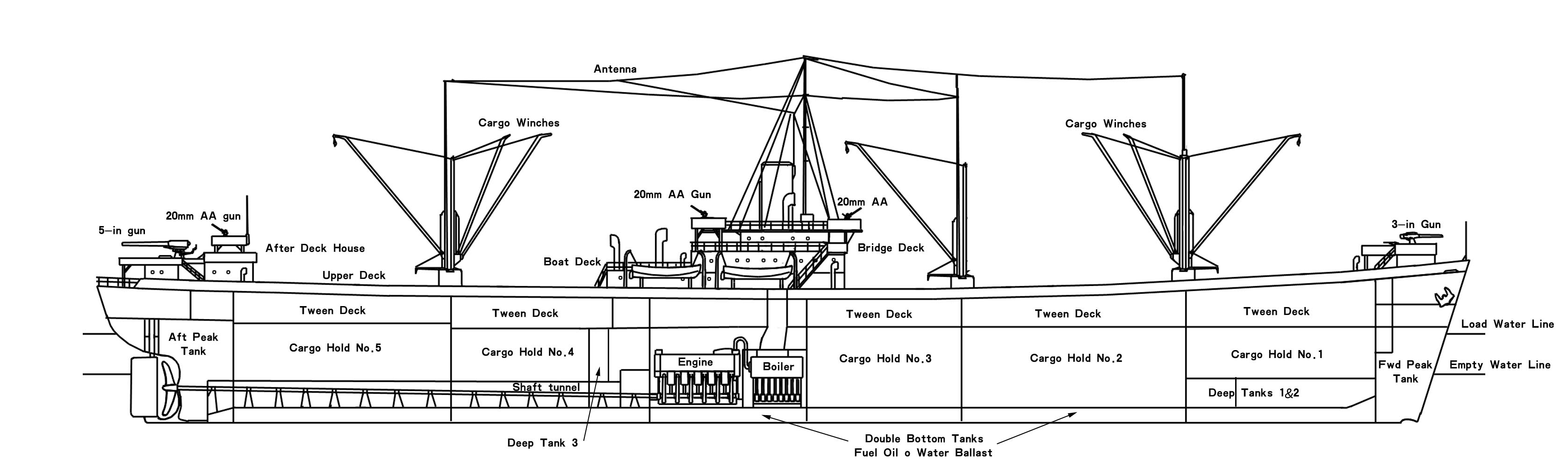
Plano de perfil de un barco clase Liberty.

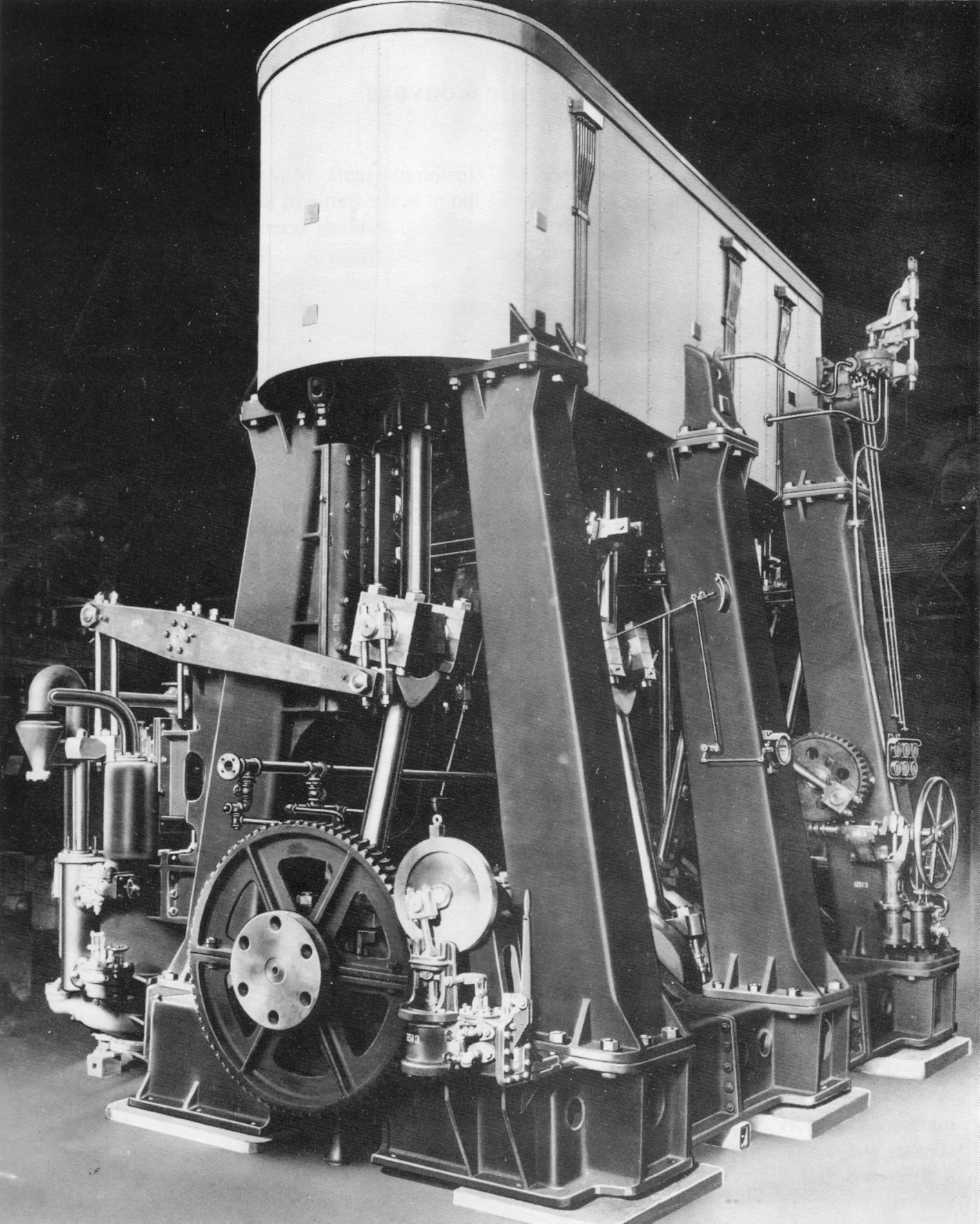
Máquina de vapor de triple expansión vertical de 140 toneladas del tipo utilizado para impulsar los barcos Liberty de la Segunda Guerra Mundial, ensamblada para probarla antes de la entrega.

En enero de 1941, el presidente Franklin D. Roosevelt, de acuerdo con el gobierno inglés, anunció un ambicioso programa de construcción naval de buques de carga. Uno de los objetivos del programa era satisfacer la creciente demanda de buques de carga por parte de Inglaterra, cuya flota estaba siendo diezmada por las acciones de los submarinos alemanes, quienes habían establecido un cerco alrededor de la isla.
Hasta ese momento, Inglaterra había encargado la construcción de buques de carga en algunos astilleros de Estados Unidos y Canadá. Dichos buques eran de diseño obsoleto pero ya probado, la clásica clase Ocean, diseñados por los astilleros ingleses Joseph L. Thompson & Sons, de Sunderland. Pero la construcción por medio de remaches de dichos buques era lenta y la demanda era cada vez mayor.
Para liderar el programa anunciado, la Comisión Marítima de los Estados Unidos, cuyo presidente era Charles E. Wilson, encargó a  William Francis Gibbs, un afamado constructor naval de la firma Gibbs & Cox, la supervisión de dicho programa.  Este programa fue presidido por el ingeniero   R. Kaiser.
El obsoleto diseño basado en la clase Ocean fue la base de los Liberty. El plano original fue revisado y modificado en varios aspectos técnicos por Gibbs, en especial la motorización (aunque mantuvo las líneas generales exteriores), para adaptarlo luego a la construcción por el método de ensamblaje modular y a las carencias de materias primas debidas a la guerra. El plano aprobado fue el EC2-S-C1.

EC2-S-C1 viene de E de Emergency, C de Cargo, 2 de la longitud de la línea de flotación de 400 a 450 pies, que era el índice del desplazamiento, S de propulsión a vapor y C1 del diseño.
Este método de construcción modular para después ensamblar las partes se hacía por medio de soldadura, reemplazando los remaches que eran característicos de la construcción naval inglesa. Adicionalmente este método de producción en cadena permitía construir un número creciente de barcos, más baratos y mucho más rápidamente que en los astilleros ingleses.
Los planos aprobados tanto por la International Mercantile Marine Company y el Almirantazgo inglés como por la US Navy, fueron distribuidos a 18 astilleros diferentes de los Estados Unidos, tanto en la Costa Este como en la Oeste, y se le asignaron 350 millones de dólares de presupuesto para ejecutar las construcciones. El tiempo de construcción, que al principio fue de 244 días, se redujo a apenas 42 días por buque. Cuando el programa estuvo en pleno auge, el ritmo nacional de productividad fue de 3 unidades diarias. Hubo marcas increíbles tales como la construcción del CSS Robert E. Peary, que tardó tan solo 4 días, 15 horas y 29 minutos desde que se colocó la quilla en el astillero Richmond Kaiser. 
El programa de los Liberty dio trabajo a 700.000 ciudadanos de los Estados Unidos, en especial a los afroamericanos. Del total de los empleados en los astilleros, unos 210.000 eran mujeres.
Unos 120 buques fueron bautizados con nombres de personajes destacados de la Independencia norteamericana, luego se les bautizó con nombres femeninos para terminar con nombres de corresponsales muertos en la guerra.
El 27 de septiembre de 1941 se botó el primer buque Liberty, bautizado como SS Patrick Henry en honor a este patriota de la Revolución de Estados Unidos. En la ceremonia el presidente Roosevelt pronunció un discurso en el que hizo referencia a las palabras de Henry del 23 de marzo de 1775 cuando dijo "Denme la Libertad o denme la muerte". Roosevelt añadió que esos barcos le darían la libertad a Europa. A partir de entonces el almirante Emory Scott Land, presidente de la Comisión Marítima de los Estados Unidos, los llamó "Liberty Ships", en español "Barcos de la Libertad", nombre con el que es conocida esta clase de barcos, Liberty Ship.
En total se botaron unos 2 710 buques Liberty, de los que a pesar de su exigua velocidad, solo se perdieron por ataques unos 200, apenas un 7,4%. Los barcos Liberty constituyen un ejemplo de la capacidad industrial y tecnológica de los Estados Unidos durante la Segunda Guerra Mundial. Son el mayor conjunto de barcos de un único diseño jamás construidos.
En un primer momento, el diseño de los Liberty fue considerado poco agraciado por parte de Roseevelt y estos buques se ganaron el poco apetecido apodo de patito feo, recogido por la revista Time, o "vacas marinas" de la US Navy. Pero pronto demostraron sus virtudes a sus detractores.

La construcción de un barco Liberty en Bethlehem-Fairfield Shipyards, Baltimore, Maryland, en marzo/abril de 1943
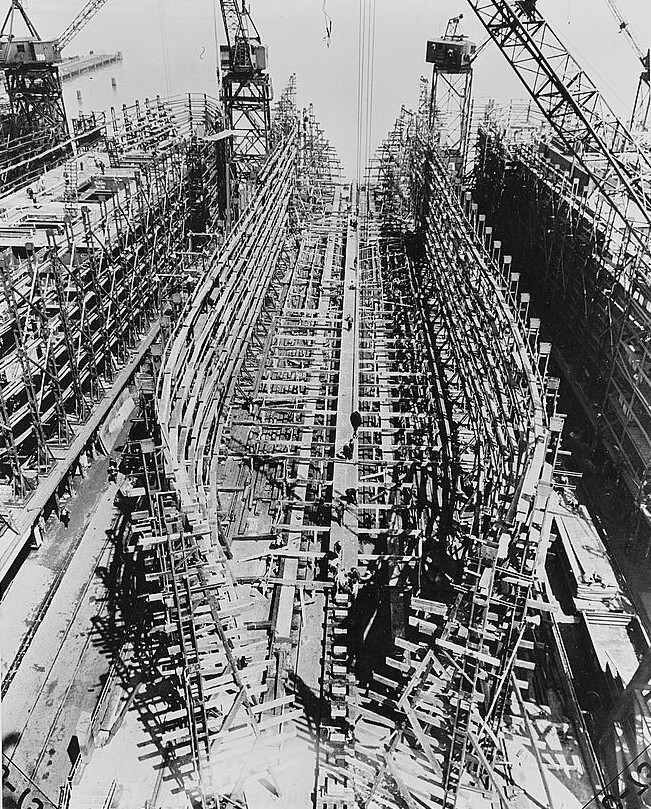
Día 2: Colocación de las placas de quilla
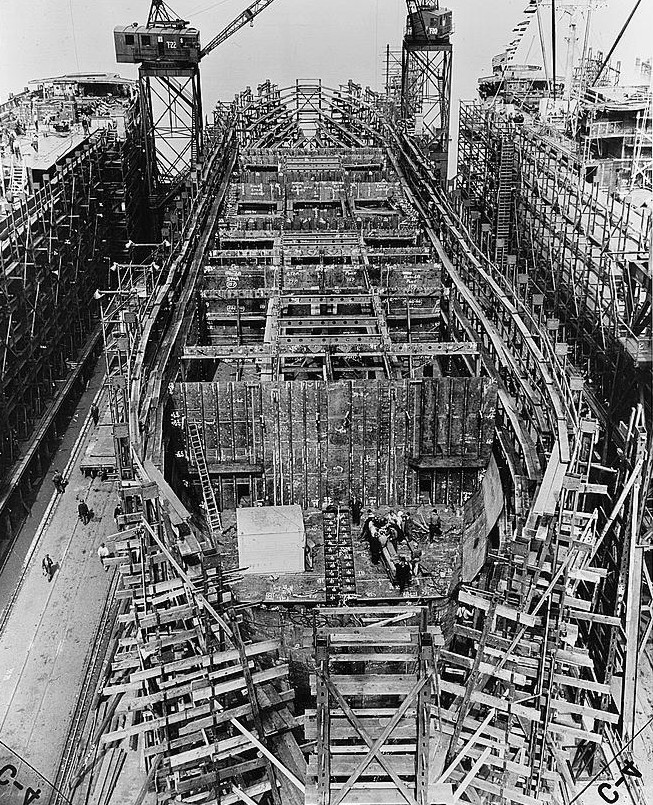
Día 6: Los mamparos y las vigas debajo de la segunda cubierta están en su lugar
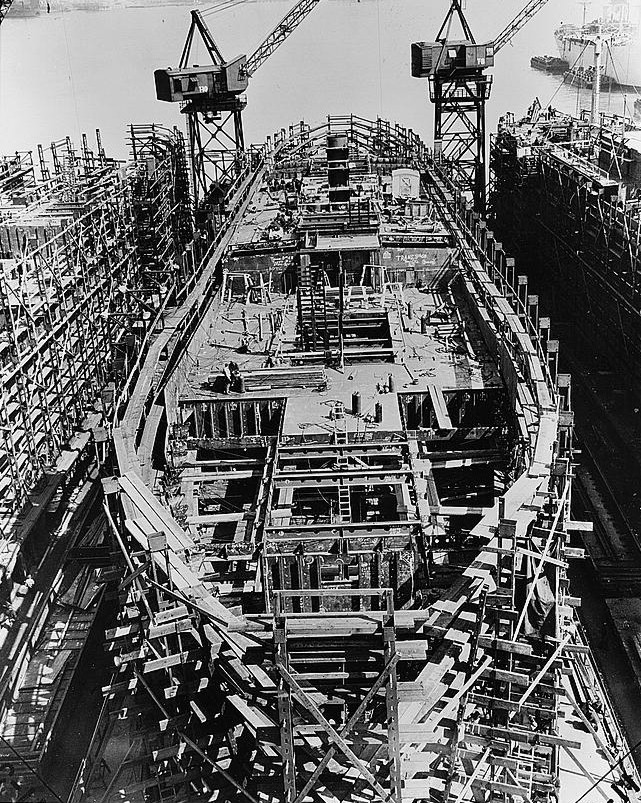
Día 10: se completa la cubierta inferior y se erige la cubierta superior en medio
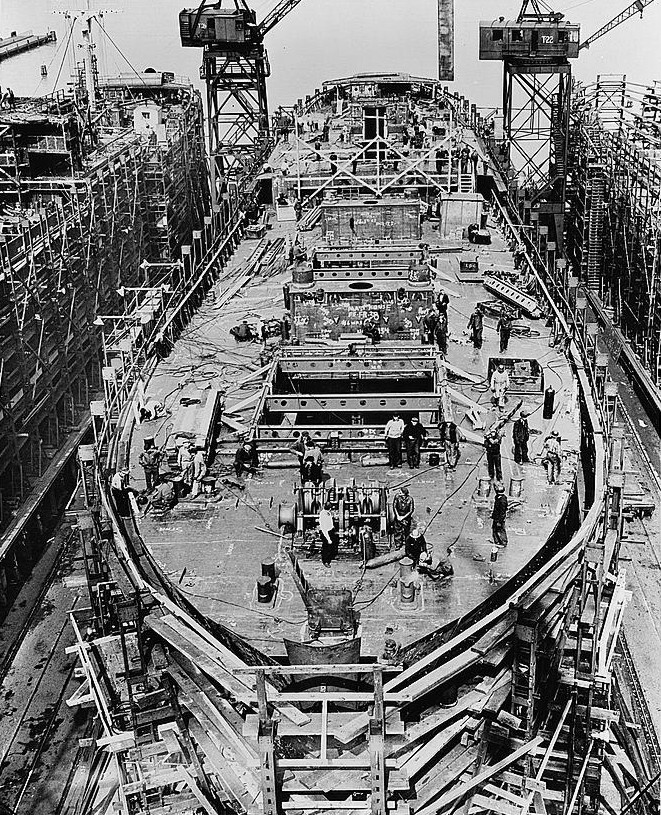
Día 14: cubierta superior erigida y casas de mástiles y la casa de popa en su lugar
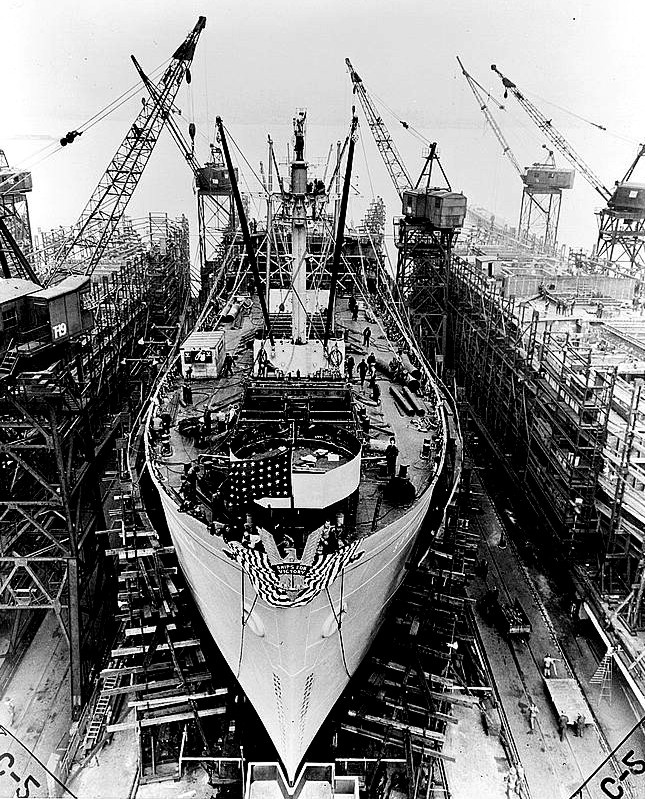
Día 24 : Barco listo para botar

## Aspectos técnicos

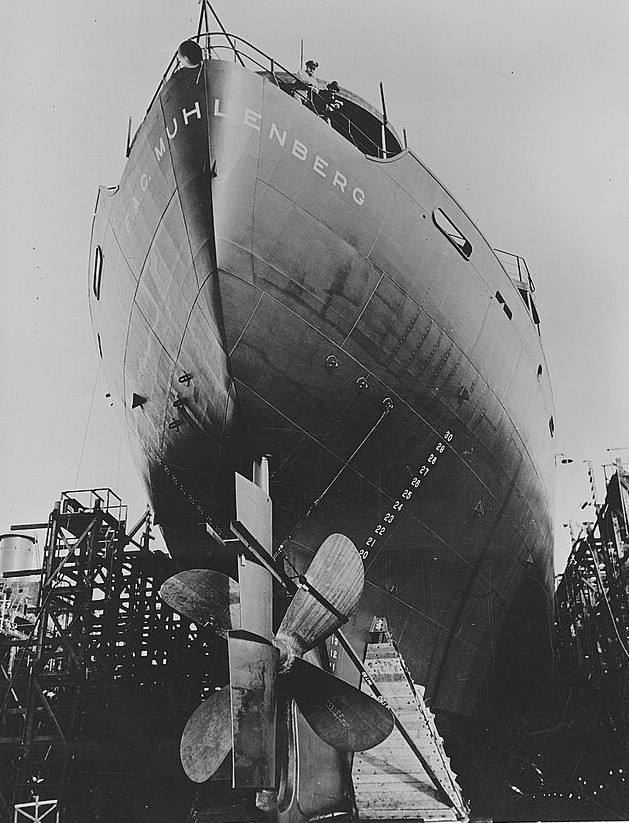
Vista de popa de un buque Liberty, su única hélice tenía un diámetro de 5 m

Los buques clase Liberty tipo EC2 medían 136 m de eslora, y tenían una manga de 17,3 m. Eran propulsados por dos calderas de gasoil que proporcionaban unos 2500 CV a un solo eje que movía una única hélice.  Su velocidad de crucero era de unos exiguos 11 nudos.
Estaban divididos en 5 bodegas de carga, que podían sumar unas 9 000 toneladas útiles. Los alojamientos de la tripulación estaban en el centro del buque y la sala de máquinas también, por lo que todo se centralizaba en el medio del buque. El alojamiento del capitán estaba en el puente junto al operador de radio y el navegante. Algunas unidades llevaron un puente alternativo externo en el techo de la timonera.
Inicialmente no estaban armados, pero luego se les dotó de un armamento inicial que se fue incrementando. Al principio fue un cañón de popa de 102 mm (4 pulgadas) y entre 6 y 10 cañones automáticos Oerlikon 20 mm por banda. Más tarde se colocó un cañón de 76 mm (3 pulgadas) a proa y posteriormente contó con cuatro cañones más un variado número de cañones antiaéreos.
Los Liberty fueron tripulados por miembros voluntarios de la marina mercante americana y cuando fueron armados, acompañados por un contingente de la Navy Armed Guard, voluntarios de la Armada. En caso de ataque, el armamento era operado por los militares apoyados por los civiles.
La maquinaria era muy simple y fácil de operar no requiriendo de personal muy especializado. Además las disposiciones fueron muy bien diseñadas ocupando eficientemente el espacio y los accesos. El buque en sí era de diseño muy práctico.
Sin embargo, la acelerada construcción de estos buques por parte de mano de obra poco cualificada se escapaba de las manos a los inspectores navales, y muchos de los que fueron botados fueron mal construidos. Uno de estos casos fue el SS Schenectady, cuyo casco se fracturó irremediablemente en el mismo astillero de Isla Swan en Portland.  No fue este el único caso, pero sí el más notable. En los buques clase Liberty se registró una desusada tendencia a la fractura estructural que fue asociada mayormente al uso de ciertas técnicas de soldadura; a una ejecución defectuosa; y menormente a un mal diseño, estructuras muy tensionadas y acero laminado de mala calidad en las planchas, que se volvía quebradizo a bajas temperaturas. Esta tendencia no se registraba en los buques fabricados con remaches. La propensión a fracturarse afectó hasta al 55% de los buques Liberty en mayor o menor grado.

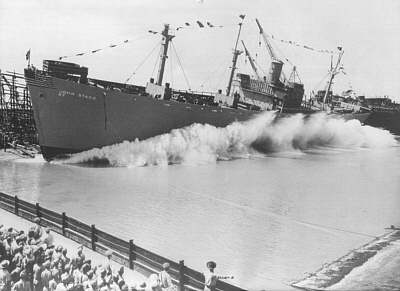
Botadura de un buque Liberty

El problema se resolvió rápidamente con nuevas técnicas de soldadura.

## Historial de servicio

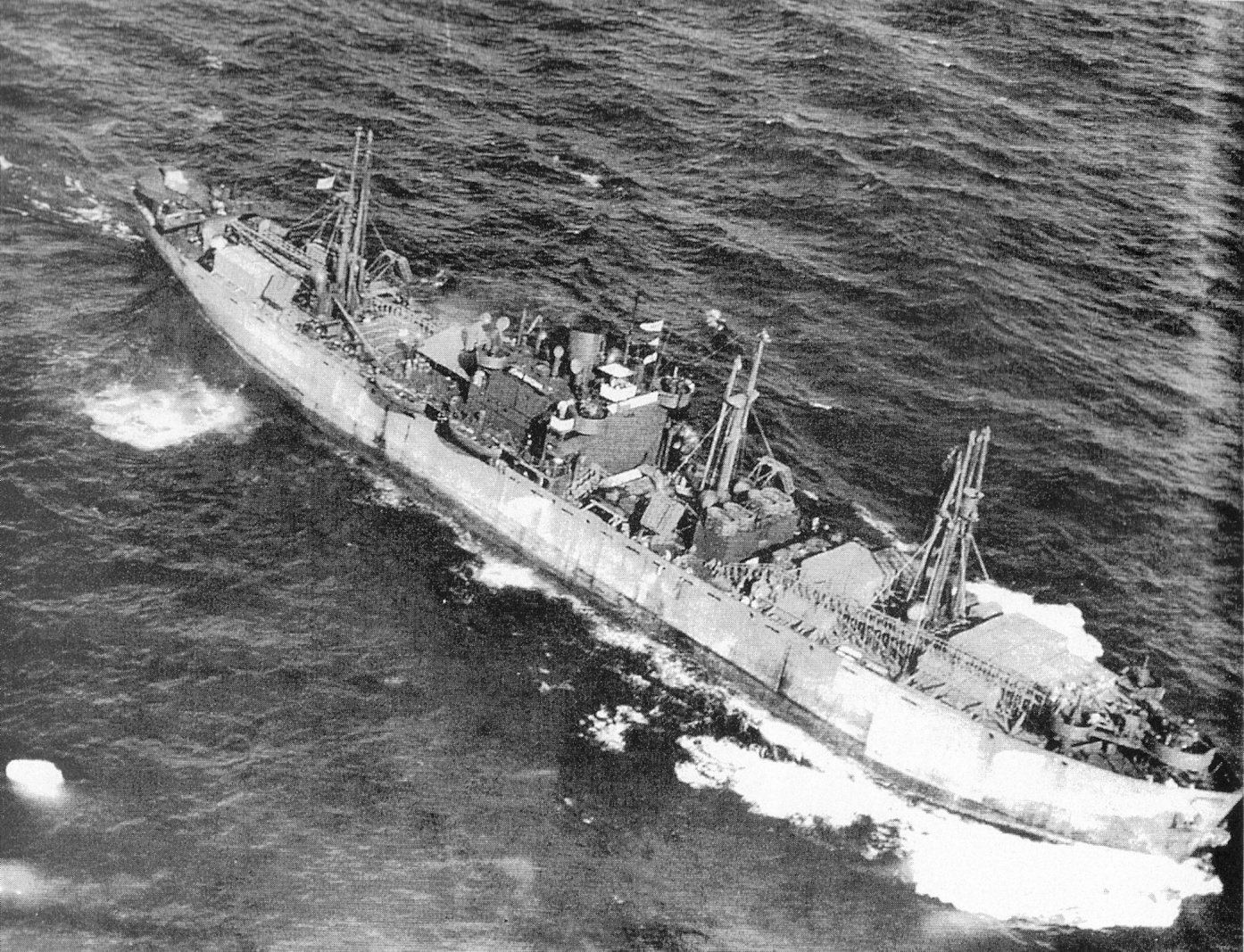
Fotografía aérea del barco Liberty SS John W. Brown saliendo de los Estados Unidos con una gran carga en cubierta después de su conversión a un "barco de tropas de capacidad limitada". Probablemente fue tomada en el verano de 1943 durante su segundo viaje.

Los Liberty estuvieron presentes en todos los escenarios de la guerra, en especial en el Desembarco de Normandía.  
La organización de convoyes se desarrolló a la par con la construcción de los Liberty y estuvieron presentes hasta en puertos tan distantes como Murmansk en la Unión Soviética entregando la ayuda militar necesaria para ayudar a los soviéticos en la guerra.
Muchos buques Liberty fueron usados como transporte de tropas en el Frente del Pacífico y en el Mediterráneo. Los malogrados convoyes PQ-16 y PQ-17 en la ruta Reyjavik-Murmansk incluían buques Liberty.
Algunos de estos buques se ganaron el título de Gallant Ships por sus acciones frente al enemigo. Uno estos casos notables fue el SS Stephen Hopkins que hundió al buque corsario alemán Stier el 27 de septiembre de 1942 frente a las costas de Brasil.
Unos 200 buques Liberty se perdieron en la contienda, ya sea torpedeados, por minas o bombardeados, cañoneados o víctimas de los kamikazes.

## Posguerra
Diseñados para una vida media de 5 años, los Liberty sobrevivientes construidos hasta 1945 formaron parte de muchas marinas de países amigos y varias unidades sobrevivieron hasta la década de los 70. Hoy en día solo han sobrevivido cuatro unidades:
- SS John W. Brown : operativo y en uso como barco museo en el puerto de Baltimore, Maryland
- SS Jeremiah O'Brien: operativo y en uso como barco museo, atracado en el muelle 45, San Francisco, California
- SS Arthur M. Huddell: transferido a Grecia en 2008 y rebautizado como Hellas Liberty. Restaurado para su uso como museo marítimo en el puerto de El Pireo, Grecia.
- SS Albert M. Boe: el último barco tipo Liberty construido, vendido a una propiedad privada en 1964 y rebautizado como Star of Kodiak. Utilizado como barco de conservas de pescado. Actualmente no sale al mar, pero sigue siendo la sede de Trident Seafoods en Kodiak (Alaska).